# Benedikt-Stattler-Gymnasium Bad Kötzting
Das Benedikt-Stattler-Gymnasium (kurz: BSG) ist ein Gymnasium in Bad Kötzting. Namensgeber ist der Theologe Benedikt Stattler. Die rund 550 Schüler der Jahrgangsstufen 5 bis 12 wurden im Schuljahr 2023/24 von 44 Lehrkräften unterrichtet.

## Geschichte
Am 7. September 1967 wurde das zunächst kommunale neusprachliche Gymnasium mit grundständigem Latein durch den stellvertretenden Landrat Ludwig Baumann eröffnet. Die fünften Klassen zählten 66 Schüler. Der Unterricht fand in drei Gebäuden statt, die mehrere hundert Meter voneinander entfernt lagen. Anfangs unterrichten nur der Schulleiter Meindl und der Lehrer Geith. 1969 wurde das Gymnasium verstaatlicht. Drei Jahre später wurde der erste und 1974 der zweite Bauabschnitt des neuen Schulgebäudes fertiggestellt. Im Schuljahr 1974/75 wurde der mathematisch-naturwissenschaftlichen Zweig mit grundständigem Englisch angegliedert. Am 25. Juni 1976 wurde das Schulgebäude durch Domkapitular Stauffer und Dekan Hippe eingeweiht und der Schule der Name Benedikt-Stattler-Gymnasium verliehen. Im November 1998 wurde der Erweiterungsbau eingeweiht. Von 2001 bis 2007 wurde mit das Schulgebäude saniert.
Seit dem Schuljahr 2002/03 ist die Schule nicht mehr „Neusprachliches Gymnasium mit math.-nat.wiss. Zweig“, sondern „Sprachliches und Naturwissenschaftlich-technologisches Gymnasium“. Das Benedikt-Stattler-Gymnasium unterzog sich im darauffolgenden Schuljahr als erstes Gymnasium in der Oberpfalz einer externen Evaluation. Außerdem wurde es in den Kreis der MODUS21-Schulen aufgenommen. Im Schuljahr 2004/05 wurde das Gymnasium Pilotschule für das Exercitium Paedagogicum, das von der Schulleitung mitentwickelt wurde und in das Projekt „Zentrum für Schulqualität – CENTER OF EXCELLENCE“ als achtes Gymnasium in Bayern für den Bereich Wirtschaft-Recht aufgenommen. Im Schuljahr 2005/06 ist das Gymnasium „Partnerschule des Wintersports“ und gewann als innovativstes Gymnasium Bayerns den i.s.i.-Wettbewerb 2005. Zudem erprobte die Schule für einen Zeitraum von zwei Jahren die Seminare für die Oberstufe des G8. Im Schuljahr 2006/07 nahm die Schule am Modellversuch MODUS F (MODUS Führung) teil, der neue Führungsmodelle an Schulen entwickelt und erprobt. Im Juli 2007 war die Schule Ausrichter für die 51. Theatertage der bayerischen Gymnasien. Seit 2013 mit dem sozialwissenschaftlichen Zweig eine dritte Ausbildungsrichtung angeboten. Seit Oktober 2015 ist das BSG DELF-Prüfungszentrum. Im November selbigen Jahres wurde die Schule in das Netz der MINT-EC-Schulen aufgenommen.
Die Vorgänger der derzeitigen Schulleiterin Birgit Maier waren Aribo Meindl (1967–1988), Dieter Wiesmann (1988–2001) und Günther Roith (2001–2017).

## Schulprofil
Die Schule ist ein naturwissenschaftlich-technologisches und sprachliches Gymnasium mit grundständigem Englisch.
- Englisch ist Pflichtfach ab der fünften Klasse und Abiturfach.
- Französisch ist im naturwissenschaftlich-technologischen Zweig ab der sechsten Klasse Wahlpflichtfach oder im neusprachlichen Zweig ab der achten Klasse die dritte Fremdsprache.
- Latein ist in der sechsten Jahrgangsstufe neben Französisch das zweite Wahlpflichtfach.
- Informatik wird in der sechsten und siebten Jahrgangsstufe im Rahmen des Faches „Natur und Technik“, und im naturwissenschaftlich-technologischen Zweig in der neunten und zehnten Klasse als eigenständiges Fach unterrichtet.
- Physik und Chemie bilden ab der achten Jahrgangsstufe den Schwerpunkt im naturwissenschaftlich-technologischen Zweig.

## Auszeichnungen
- 2009: Jugend-Kulturförderpreis des Bezirks Oberpfalz in der Kategorie Schülertheater, Schulspielgruppen[2]